# Porte-de-Savoie
Porte-de-Savoie ist eine französische Gemeinde mit 3.944 Einwohnern (Stand: 1. Januar 2022) im Département Savoie in der Region Auvergne-Rhône-Alpes. Sie gehört zum Kanton Montmélian und zum Arrondissement Chambéry.
Sie entstand als Commune nouvelle mit Wirkung vom 1. Januar 2019 durch die Zusammenlegung der bisherigen Gemeinden Les Marches und Francin, die in der neuen Gemeinde den Status einer Commune déléguée haben. Der Verwaltungssitz befindet sich im Ort Les Marches.

## Gliederung
| Ortsteil                        | ehemaliger INSEE-Code | Fläche (km²) | Einwohnerzahl zum 1. Januar 2022 |
| ------------------------------- | --------------------- | ------------ | -------------------------------- |
| Francin                         | 73118                 | 06,93        | 1.153                            |
| Les Marches (Verwaltungssitz)00 | 73151                 | 15,35        | 2.791                            |

## Lage
Im Osten des Gemeindegebietes von Porte-de-Savoie fließt die Isère, im Süden grenzt die Gemeinde an das Département Isère. Nachbargemeinden sind Apremont im Nordwesten, Myans und Chignin im Norden, La Thuile im Nordosten, Montmélian und Sainte-Hélène-du-Lac im Osten, Laissaud im Südosten, Chapareillan im Süden und Entremont-le-Vieux im Westen.